# Scuola di San Giorgio degli Schiavoni

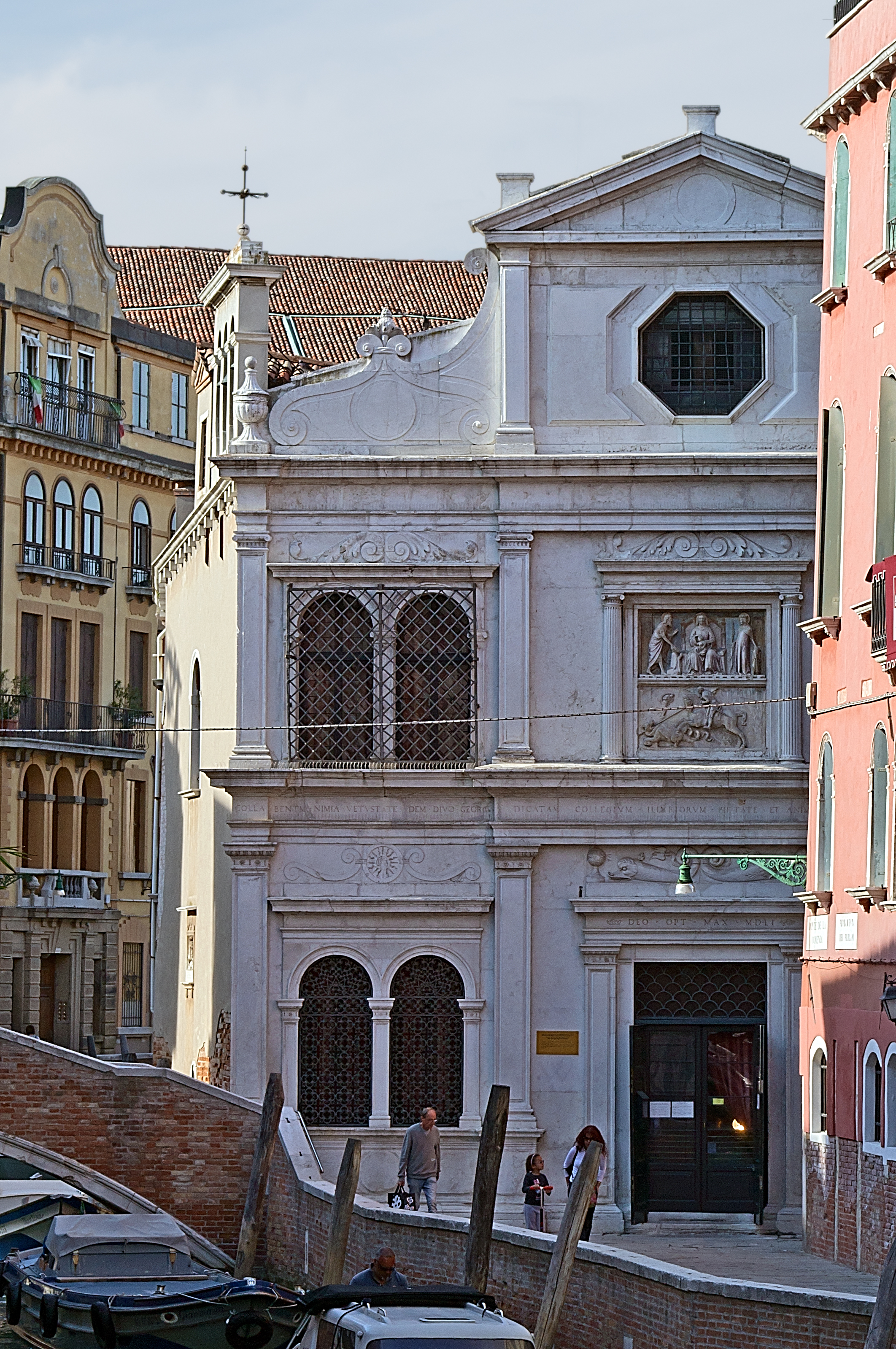
Die Fassade der Scuola

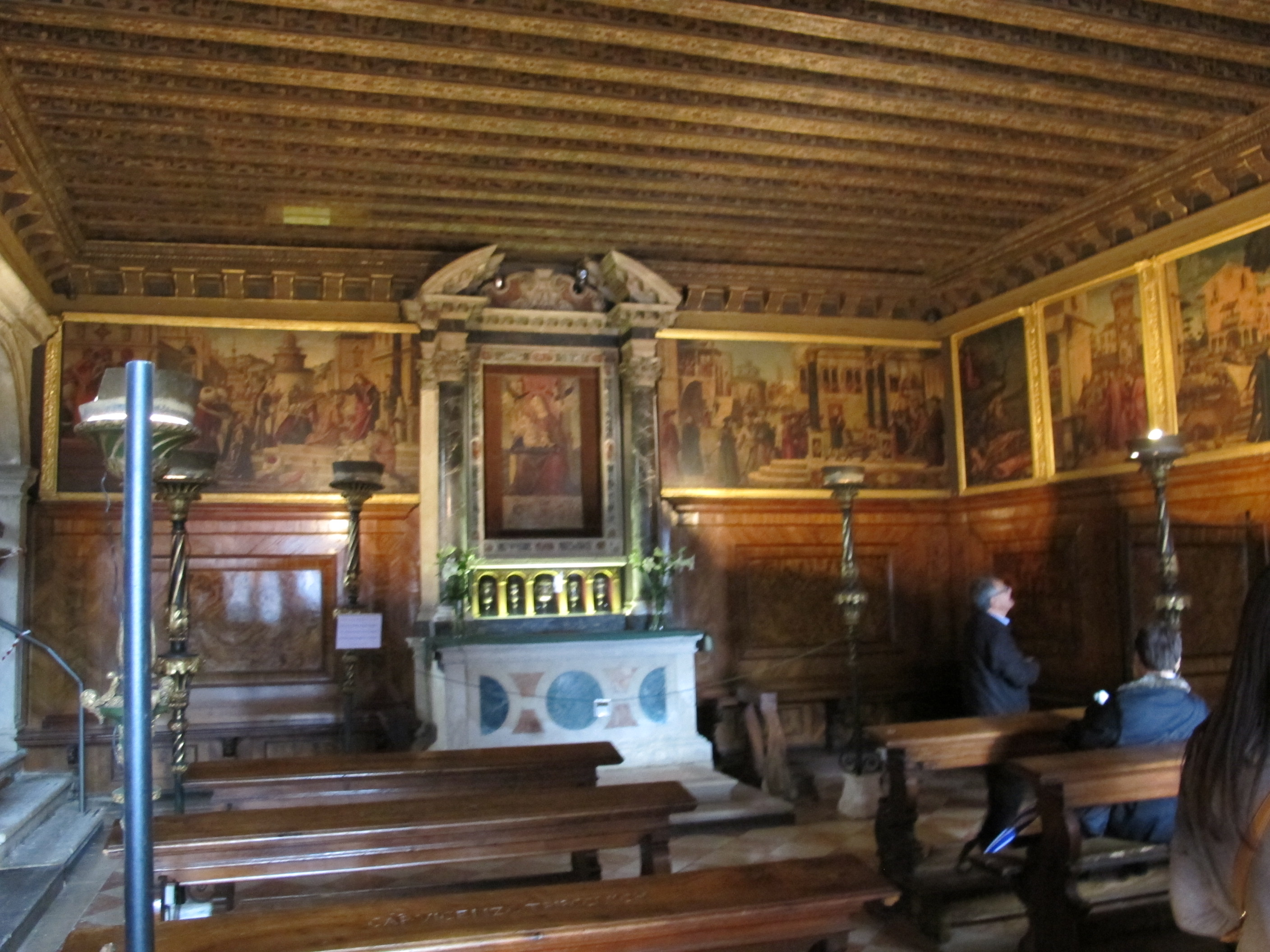
Das Innere der Halle

Die Scuola di San Giorgio degli Schiavoni war die Bruderschaft der Dalmatiner in der Republik Venedig.

## Geschichte
Die wohl im 14. Jahrhundert gegründete Scuola (Bruderschaft) der Einwanderer aus Dalmatien wurde im Jahr 1451 vom Rat der Zehn anerkannt. Die Versammlungen der Bruderschaft fanden zunächst in der Nähe der Kirche San Giovanni di Malta statt. Um 1500 erwarb die Bruderschaft das Sankt-Katharinen-Hospital im Sestiere Castello am Rio San Antonino in der Nähe der Fondamenta degli Schiavoni und baute es bis zur Mitte des 16. Jahrhunderts nach Plänen des Giovanni de Zan aus.

## Gebäude
Die zweistöckige Fassade des Gebäudes orientiert sich an der Architektur des Jacopo Sansovino. Über dem Portal befindet sich ein Relief (Der hl. Georg als Drachentöter) von Pietro da Salò aus dem Jahr 1552.

## Die Ausstattung
Die Scuola ist für ihre Ausstattung mit zwischen 1501 und 1511 ausgeführten Gemälden des Vittore Carpaccio berühmt. Darunter befinden sich in der Erdgeschosshalle die Bilder der Georgslegende:
- der hl. Georg als Drachentöter
- der Heilige bringt das Untier im Triumphzug in die Stadt
- er tauft König und Königin von Selene in Libyen.
- Errettung der Tochter des Kaisers Gordian von einem Basilisken durch den hl. Tryphon
- Berufung des hl. Matthäus
- Löwenbändigung durch den hl. Hieronymus
- Tod des hl. Hieronymus
- hl. Augustinus in der Studierstube

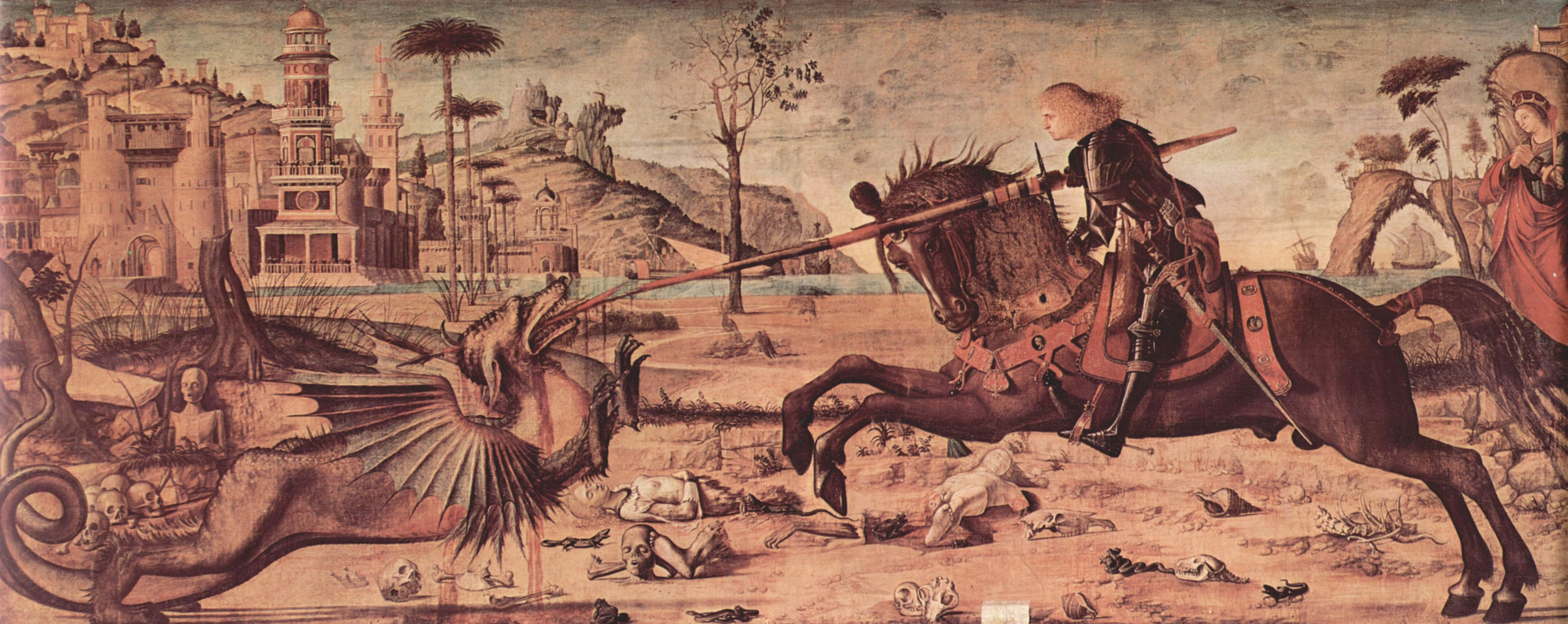
hl. Georg als Drachentöter
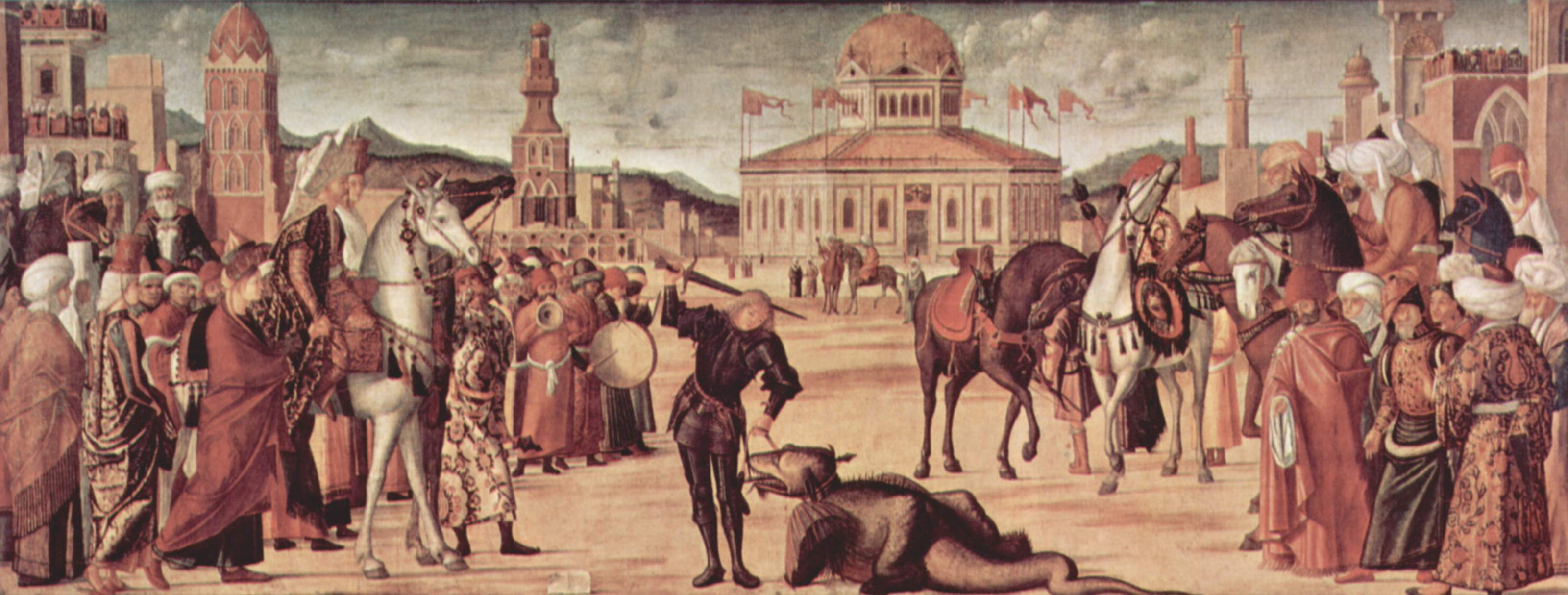
Triumphzug des hl. Georg
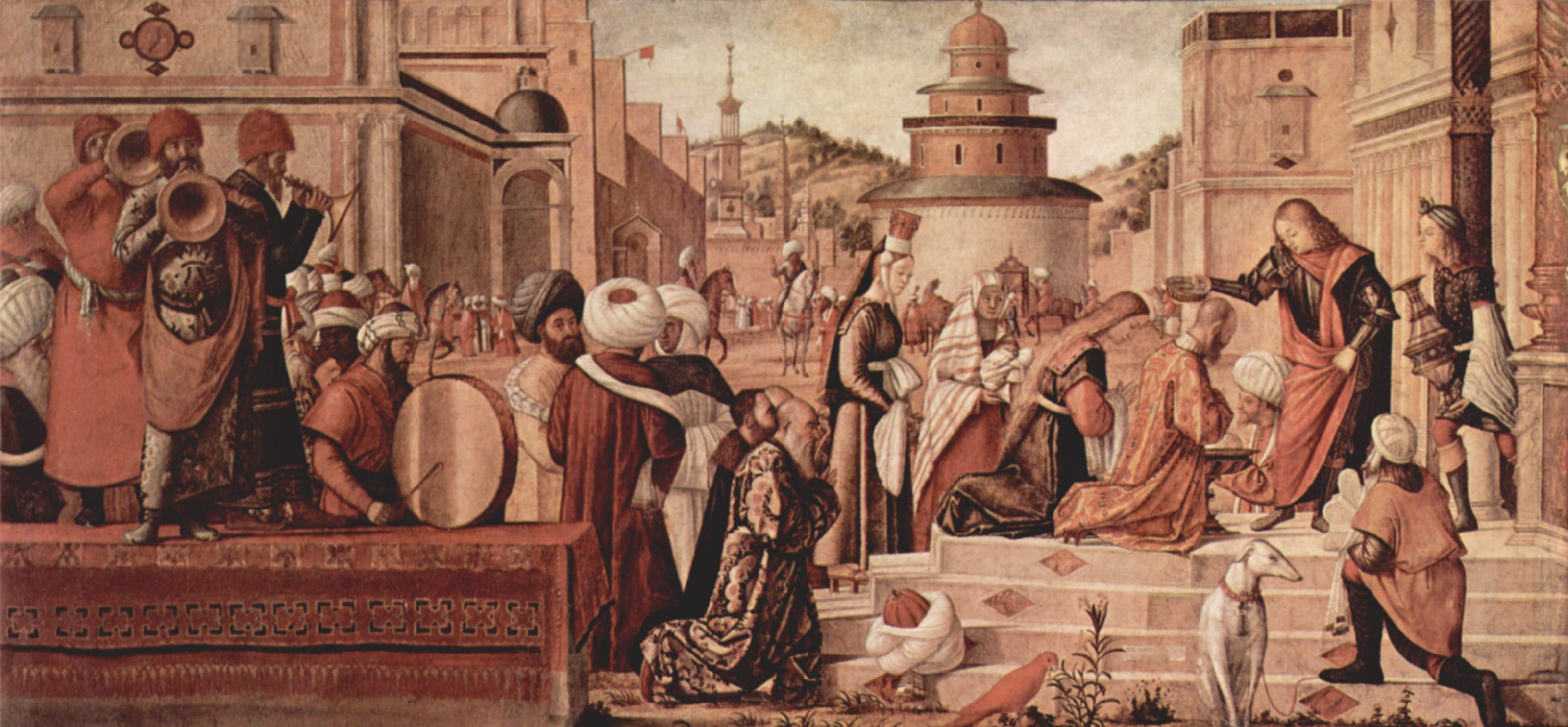
Taufe von König und Königin von Selene
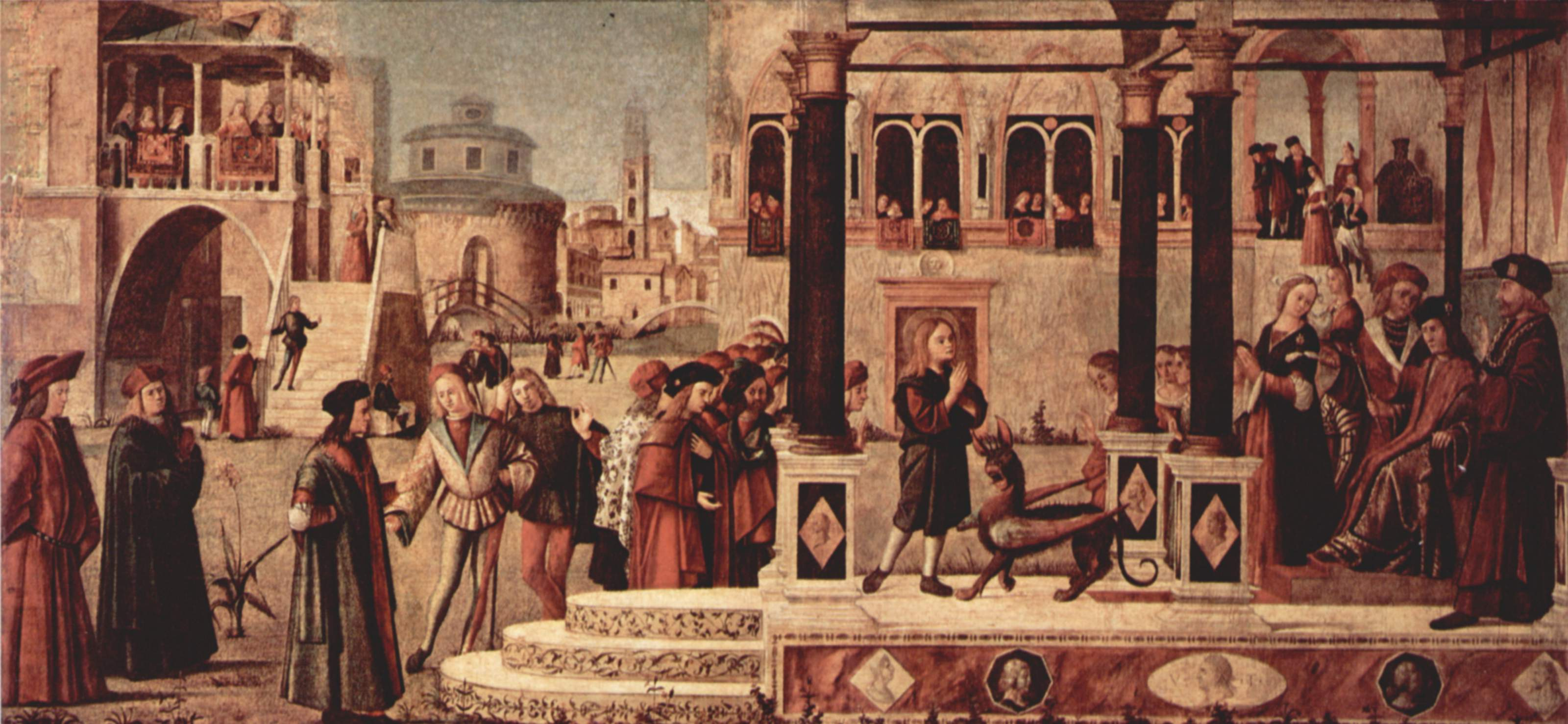
Wunder des hl. Tryphon
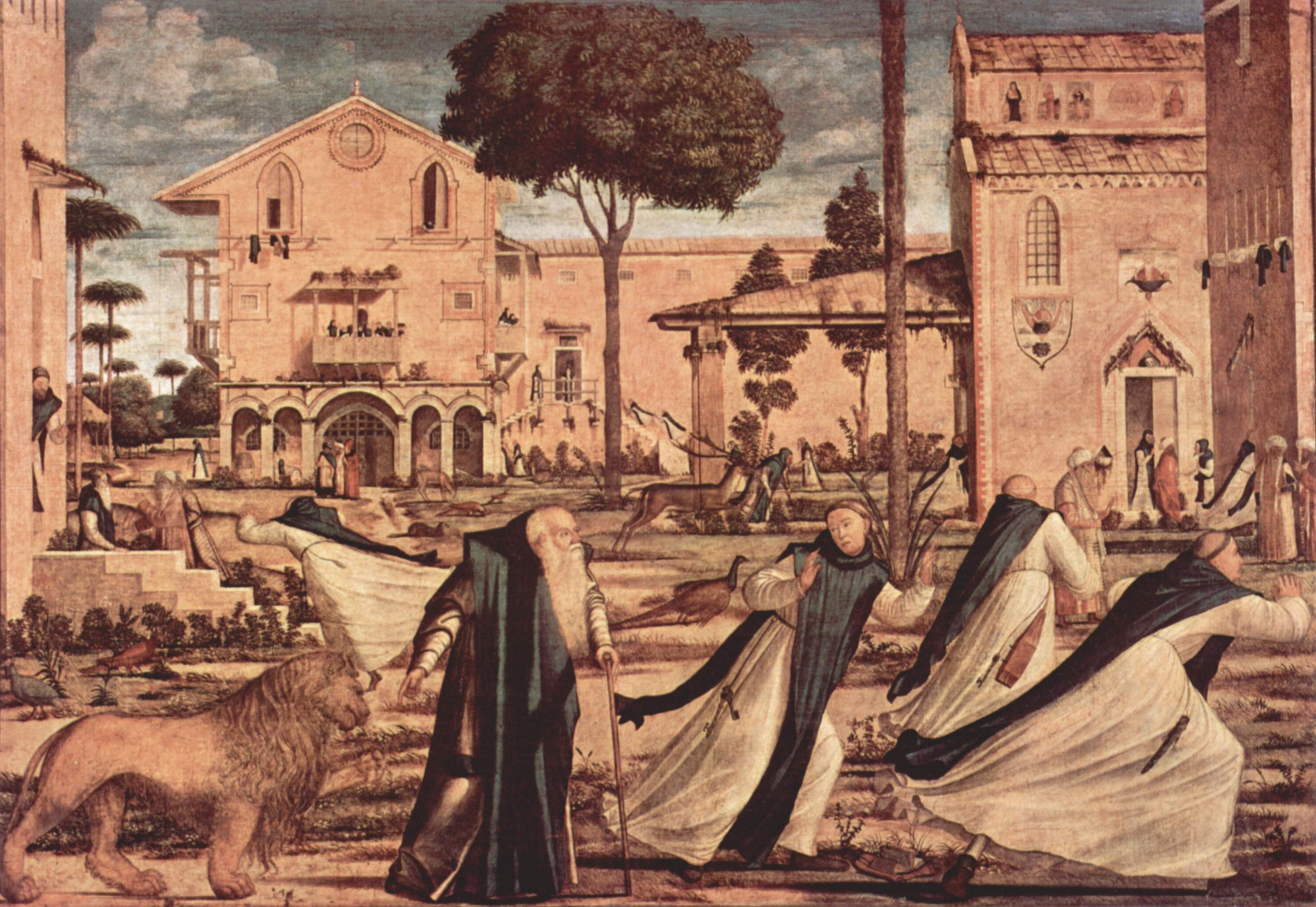
Der hl. Hieronymus bringt den verwundeten Löwen ins Kloster
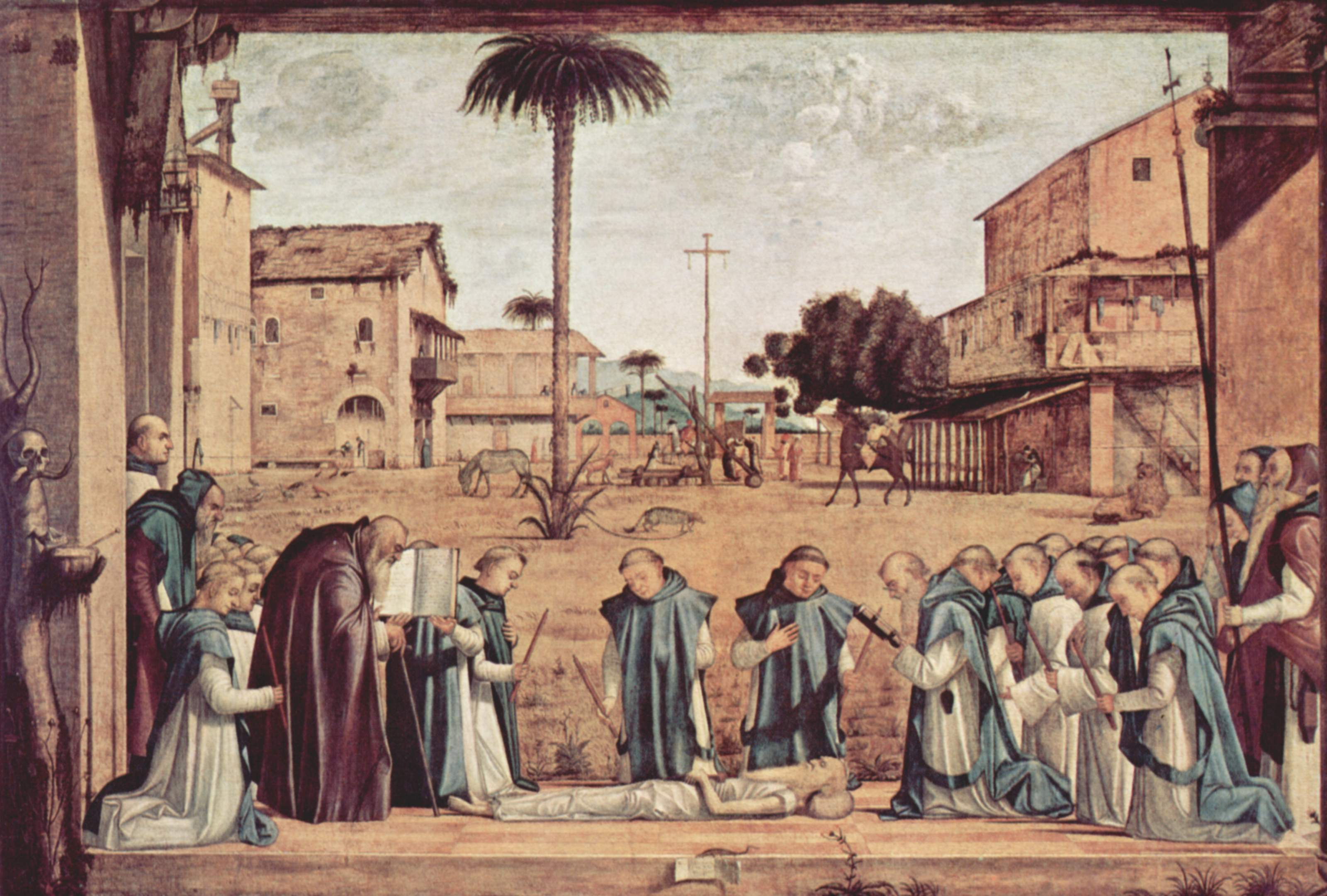
Tod des hl. Hieronymus,
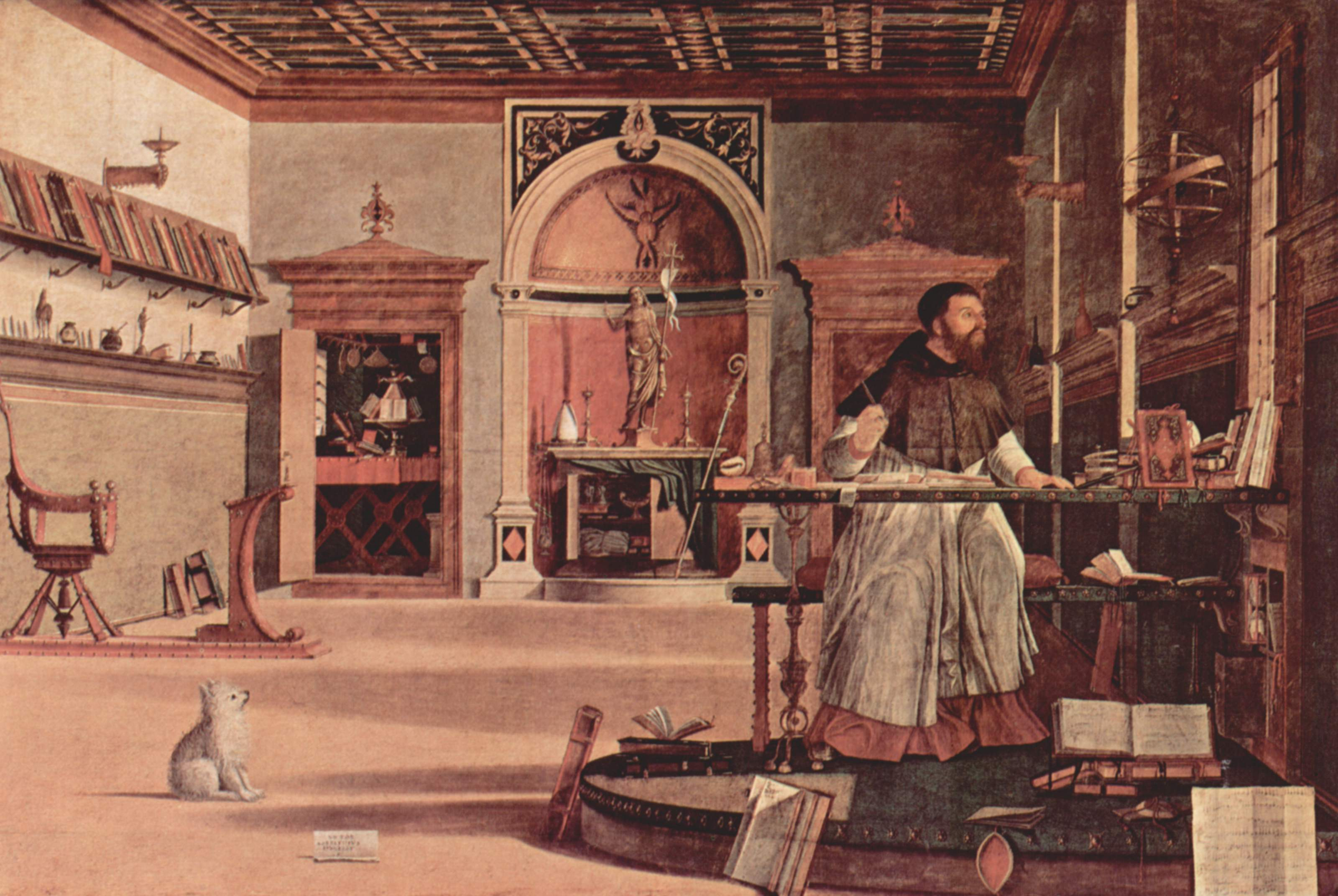
hl. Augustinus in der Studierstube

Im Saal des Albergo im Obergeschoss weiter Bilder von Jacopo Palma d. J.